# Coenotephria ludificata
Coenotephria ludificata là một loài bướm đêm trong họ Geometridae.